# Brock KB-2
KB-2 Gryroplane je avtožiro (žirokopter), ki ga je zasnoval Ken Brock na podlagi Bensena B-8. Ken Brock je bil inovator na področju domazgrajenih avtožirov.Najprej je zasnoval KB-1 in potem še KB-2. Slednji je podrl več svetovnih rekordov. Leta 1971 je s KB-2 izvedel let od zahodne obale do vzhodne obale ZDA.

## Specifikacije (KB-2)
Podatki iz EAA
Splošne značilnosti
- Število sedežev: 1
- Teža praznega letala: 240 lb (109 kg)
- Bruto teža: 600 lb (272 kg)
- Pogon letala: 1 × McCulloch 4318 , 90 hp (67 kW)
- Premer glavnega rotorja:  2×  12 ft (3,7 m)

Zmogljivost
- Potovalna hitrost: 61 kn; 113 km/h (70 mph)
- Hitrost vzpenjanja: 1.900 ft/min (9,7 m/s)